# 99P/Коваля
Комета Коваля 1 (99P/Kowal) — короткопериодическая комета из семейства Юпитера, которую обнаружил 24 апреля 1977 года американский астроном Чарльз Коваль в Паломарской обсерватории с помощью 122-сантиметрового телескопа системы Шмидта. На момент открытия она находилась в созвездии Девы и была описана как диффузный объект 16,0 m звёздной величины  с центральной конденсацией и хвостом в 2 ' угловые минуты. Комета обладает довольно длинным периодом обращения вокруг Солнца — чуть более 15,1 года.

Орбита кометы Коваля 1 и её положение в Солнечной системе

## История наблюдений
Комета уже прошла перигелий, когда была обнаружена в 1977 году, и наблюдалась вплоть до 17 июня, когда её яркость снизилась до магнитуды 19,0 m. Используя наблюдения, полученные с 24 апреля по 19 мая, британский астроном Брайан Марсден рассчитал первую эллиптическую орбиту кометы с периодом 15,11 года, отметив однако, возможную погрешность в две недели. Японский астроном Сюити Накано рассчитал дату следующего перигелия 12 июня 1992 года. Американский астроном Дж. Скотти, используя телескоп обсерватории Китт-Пик, обнаружил комету уже 21 февраля 1991 года с магнитудой 18,4 m. Также у кометы были отмечена кома 15 " угловых секунд поперечнике и хвост 29 " угловых секунд. Точное положение кометы указывало на фактическую дату перигелия 10 марта 1992 года и орбитальный период 15,02 года. За кометой следили до 25 апреля 1992 года. 
Наблюдения этой кометы во время возвращения 2007 года охватывали очень большой период с 21 октября 2004 года по 9 июля 2008 года. Комета более или менее удачно наблюдалась в момент оппозиции каждый год, сохраняя яркость 18,0—18,5 m в начале 2005 года, 17,0 m — в начале 2006 года, 16,5 m — в середине 2007 года и 17,5 m — в середине 2008 года.